# La mandolina del capitán Corelli
La mandolina del capitán Corelli (en inglés, Captain Corelli's Mandolin) es la adaptación cinematográfica del superventas de Louis de Bernieres, dirigida por John Madden y estrenada en 2001. La película está ambientada en la Segunda Guerra Mundial durante la ocupación de las tropas italianas en la isla griega de Cefalonia. 
Nicolas Cage interpreta a Antonio Corelli, un capitán italiano que durante la ocupación se enamora de una joven griega, Pelagia, a quien da vida Penélope Cruz.

## Reparto
- Nicolas Cage - Antonio Corelli
- Penélope Cruz - Pelagia
- John Hurt - Dr. Yiannis
- Christian Bale - Mandras
- Irene Papas - Drosoula
- Gerasimos Skiadaressis - Señor Stamatis
- Aspasia Kralli - Señora Stamatis
- Michael Yannatos - Kokolios
- Dimitris Kaberidis - Padre Aresenios
- Pietro Sarubbi - Velisarios
- Viki Maragaki - Eleni
- Joanna-Daria Adraktas - Lemoni joven
- Ira Tavlaridis - Lemoni
- Katerina Didaskalu - Madre de Lemoni
- Emilios Chilakis - Dimitris